# Ciclo de instrução
Um ciclo de instrução (também chamado de ciclo de busca e execução ou ciclo busca-execução) é o período de tempo no qual um computador lê e processa uma instrução em linguagem de máquina da sua memória ou a sequência de ações que a CPU realiza para executar cada instrução em código de máquina num programa.
A expressão "ciclo de busca e execução" também é muito usada, pois descreve em essência o modo como um computador funciona: a instrução deve ser buscada na memória principal e depois executada pela CPU. Deste ciclo emergem todas as funções do computador que são familiares para o usuário final.

## O ciclo de instrução
Cada CPU de computador pode ter vários ciclos diferentes, baseados em diferentes conjuntos de instruções.
O ciclo de execução de uma instrução é dividido nos seguintes estados:
```
 1. Cálculo do endereço de memória que contém a instrução
 2. Busca da instrução
 3. Decodificação da instrução
 4. Cálculo do endereço dos operandos
 5. Busca do operando (Operand Fetch)
 6. Execução da operação
 7. Armazenamento do resultado em um endereço de memória
```